# Goulier
Goulier is een plaats en voormalige gemeente in het Franse departement Ariège (regio Occitanie) en telt 44 inwoners (2009). De plaats maakt deel uit van het arrondissement Foix. Goulier is op 1 januari 2019 gefuseerd met de gemeenten  Sem, Suc-et-Sentenac en Vicdessos tot de gemeente Val-de-Sos. 

## Geografie
De oppervlakte van Goulier bedraagt 11,0 km², de bevolkingsdichtheid is dus 4 inwoners per km².
De onderstaande kaart toont de ligging van Goulier met de belangrijkste infrastructuur en aangrenzende gemeenten.

## Demografie
Onderstaande figuur toont het verloop van het inwonertal (bron: INSEE-tellingen).

Vanwege een beveiligingsprobleem met de MediaWiki Graph-software is het momenteel niet mogelijk deze grafiek weer te geven. Zodra de software is bijgewerkt zal de grafiek vanzelf weer zichtbaar worden.